# Rakke
Rakke är en ort i Estland. Den ligger i Rakke kommun och landskapet Lääne-Virumaa, i den centrala delen av landet, 100 km sydost om huvudstaden Tallinn. Rakke ligger 104 meter över havet och antalet invånare är 1 045. Närmaste större samhälle är Väike-Maarja, 16 km norr om Rakke. 